# Erik Ahldén
Erik Ahldén (né le 4 septembre 1923 à Ramsjö - mort le 6 juillet 2013 à Nacka) est un athlète suédois spécialiste du 5 000 mètres.

## Carrière

### Palmarès
| Date | Compétition                    | Lieu    | Résultat | Épreuve                  |
| ---- | ------------------------------ | ------- | -------- | ------------------------ |
| 1946 | Championnats de Suède de cross | Suède   | 1er      | Cross-country de 4 000 m |
| 1948 | Championnats de Suède          | Suède   | 1er      | 5 000 mètres             |
| 1948 | Jeux olympiques                | Londres | 4e       | 5 000 mètres             |